# Crocus hartmannianus
Crocus hartmannianus är en irisväxtart som beskrevs av Jens Holmboe. Crocus hartmannianus ingår i släktet krokusar, och familjen irisväxter. IUCN kategoriserar arten globalt som sårbar. Inga underarter finns listade i Catalogue of Life.